# Остролуцька Лариса Миколаївна
Лари́са Микола́ївна Остролу́цька (нар. 29 травня 1951, c. Росошани, Кельменецький район, Чернівецька область) — українська журналістка. Заслужений журналіст України.
Член Національної спілки журналістів України (1979).

## Життєпис
Народилася в c. Росошани на Буковині. Закінчила факультет журналістики Львівського державного університету ім. І. Франка (1968—1973). Працювала кореспондентом газет «Студентський гарт» (1971—1973), «Советская Карапалпакия» (1973—1975), згодом — кореспондент, заввідділу газети «Комсомолец Узбекистана» (1976—1981), кореспондент, заввідділу газети «Молодь України» (1981—1981), кореспондент, заввідділу газети «Радянська Україна» (1984—1991), заступник редактора газети «Україна молода» (1991—1994), заступник головного редактора газети «Демократична Україна» (1995—1997), перший заступник керівника прес-служби Кабінету Міністрів України, заступник головного редактора журналу «Жінка», заступник головного редактора газети «Селянська правда».
Була помічником народного депутата України Івана Сподаренка (Верховна Рада України 5-го скликання).
Живе в Києві.

## Творчість
Автор книжок «В сердце было моем» (Ташкент, 1979), «Трудовий гарт молоді» (К., 1985), «Горизонти Сходу» (К., 2011), численних статей, інтерв'ю, нарисів у збірниках і періодиці. Спеціалізація — політика, економіка, наука.

## Громадська діяльність
Керівник Інституту журналістської майстерності при НСЖУ. Була членом правління НСЖУ, заступник голови правління Київської організації НСЖУ з навчальної роботи.

## Нагороди, відзнаки
- Почесне звання Заслужений журналіст України (1996)
- Почесна грамота Кабінету Міністрів України (1998)
- Премія Спілки журналістів України «Золоте перо» (1985)